# Gabriel de Montgomery
Gabriel de Montgomery (ur. 5 maja 1530 w Ducey, zm. 26 czerwca 1574 w Paryżu) – francuski szlachcic szkockiego pochodzenia,  kapitan szkockiej gwardii króla Francji Henryka II, syn Jacques’a de Montgomery i Claudine de La Boissière.

## Życiorys
30 czerwca 1559 roku podczas turnieju z okazji pokoju w Cateau Cambrésis, drzazga z rozbitej kopii Montgomery'ego przebiła oko Henryka II i uszkodziła jego mózg wskutek uderzenia contre coup. Na łożu śmierci król odpuścił winy swojemu partnerowi turniejowemu, jednak nieufny wobec Katarzyny Medycejskiej, Montgomery uciekł do Anglii na dwór Elżbiety I, stamtąd przeniósł się do Normandii i zmienił religię na protestantyzm. W 1562 roku Montgomery sprzymierzył się z Ludwikiem I de Bourbon de Condé. Armia protestancka Gabriela przejęła kontrolę nad miastem Bourges, nie zabijając ani jednej osoby. Zostało to przyćmione przez zniszczenia, jakie jego żołnierze wyrządzili potem w mieście, niszcząc obrazy i posągi we wszystkich kościołach. 15 kwietnia 1562 roku zajęli Rouen, lecz 10 maja postanowili uciec do Anglii. W 1573 roku powrócił do Anglii z flotą, próbując odciążyć oblężenie La Rochelle. Rok później próbował przejąć władzę w Normandii, został jednak schwytany i ścięty w Paryżu 26 czerwca 1574 roku.

## Życie prywatne

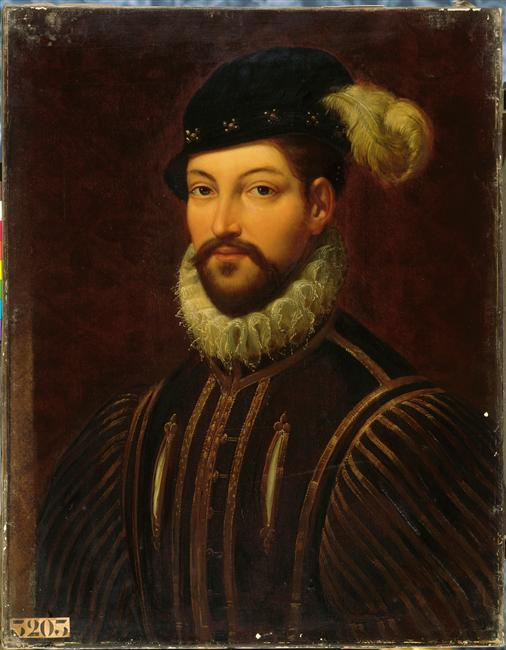
Gabriel de Lorges Montgommery

Ożenił się z Isabeau de La Touche (1550–1593), z którą miał czterech synów i cztery córki:

### Synowie
- Jacques II de Montgomery (1551–1560)[1]
- Gédéon de Montgomery (zmarł 1596)[10]
- Gilles de Montgomery (1558–1596)[11]
- Gabriel de Montgomery (1565–1635)[12]

### Córki
- Suzanne de Montgomery[13]
- Elisabeth de Montgomery[14]
- Claude de Montgomery[15]
- Roberte de Montgomery[16]